# Anthurium arisaemoides
Anthurium arisaemoides Madison, 1978 è una pianta appartenente alla famiglia Araceae, diffusa in Bolivia, Ecuador e Perù.